# Harmsia lepidota
Harmsia lepidota är en malvaväxtart som först beskrevs av Kaj Børge Vollesen, och fick sitt nu gällande namn av Matthias Jenny. Den ingår i släktet Harmsia och familjen malvaväxter. Inga underarter finns listade i Catalogue of Life.